# Lago Donner
O Lago Donner é um lago de água doce no nordeste da Califórrnia, do lado a leste a Serra Nevada e a aproximadamente 11 milhas (18 km) a noroeste do muito maior Lago Tahoe. Uma morena serve como barragem natural para o lago. O lago situa-se na cidade de Truckee, entre a Interstate 80 ao norte e a Schallenberger Ridge ao sul. Os trilhos da Union Pacific Railroad correm ao longo da Schallenberger Ridge e seguem aproximadamente a rota original da primeira ferrovia transcontinental. A rota histórica da Lincoln Highway, a primeira rodovia transcontinental ao longo dos Estados Unidos e a US 40 seguem o trecho norte do lago, subindo então em direção ao Passo Donner, de onde todo o lago pode ser visto.
Tanto o lago quanto o passo receberam o nome em função da desafortunada Caravana Donner, forçada a passar o inverno à beira do lago no inverno de 1846-47. O Donner Memorial State Park situa-se na parte a leste do lago e oferece locais para acampamentos com acesso a diferentes praias lacustres. Há também várias trilhas no parque.

## Pesca

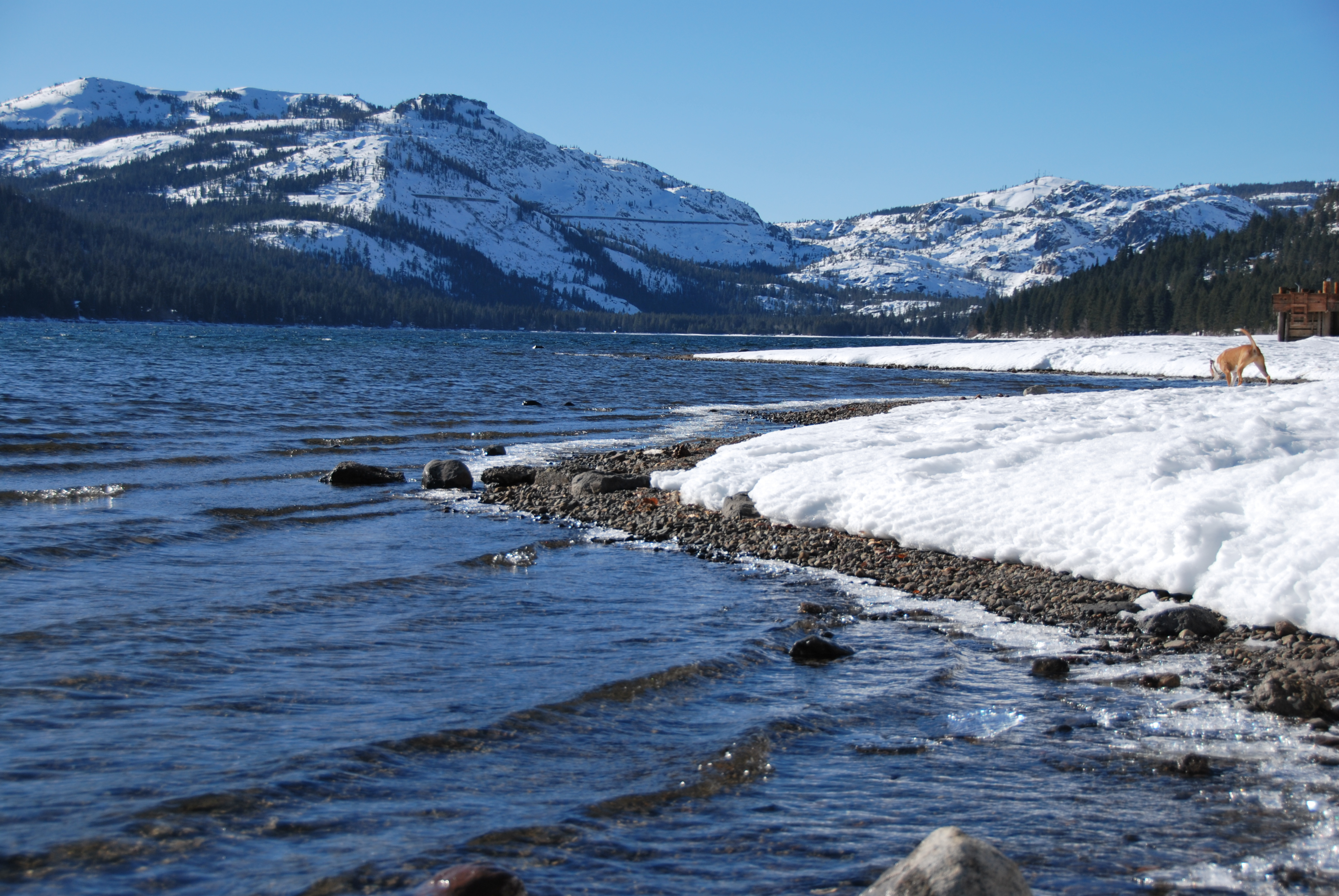
Visão da borda nordeste do lago, olhando em direção ao Passo Donner

A profundidade do lago foi medida pela California State Lands Commission como sendo de 238 pés (73 m) em seu ponto mais profundo. A superfície do lago está a  5 935,8 pés (1 809,2 m) acima do nível do mar.
O Lago Donner possui alguns dos maiores exemplares da espécie Salvelinus namaycush (Lake Trout) no estado. Há também populações de outros peixes, tais como Salmo trutta (Brown Trout) e salmões. A primavera e o outono são as épocas mais favoráveis, uma vez que as trutas vêm à superfície para se alimentar e há maior chance de pescá-las em águas mais rasas.
O California Office of Environmental Health Hazard Assessment (OEHHA) desenvolveu um aviso baseado nos níveis de mercúrio e bifenilpoliclorados encontrados em peixes capturados nesse lago. O aviso fornece instruções de segurança para usar os peixes desse lago na alimentação.
O Donner Memorial State Park envolve as partes sul e leste do lago. As atividades recreativas durante o verão são variadas. O parque possui o Monumento aos Pioneiros, erigido para rememorar a história da Caravana Donner que passou pela região em direção à Califórnia entre 1846 e 1847. A estátua possui 23 pés (7,0 m) de altura, que se diz ser a profundidade da neve acumulada durante o inverno desse período, quando a Caravana Donner não conseguiu seguir adiante.